# Occlusiva bilabiale sorda
L'occlusiva bilabiale sorda è una consonante, rappresentata con il simbolo [p] nell'alfabeto fonetico internazionale (IPA).
Nella lingua italiana tale fono è rappresentato dalla lettera P.

## Caratteristiche
La consonante occlusiva bilabiale sorda presenta le seguenti caratteristiche:
- il suo modo di articolazione è occlusivo, perché questo fono è dovuto all'occlusione nel canale fonatorio (la bocca), seguita da un brusco rilascio detto esplosione;
- il suo luogo di articolazione è bilabiale, perché nel pronunciare tale suono le labbra si chiudono;
- è una consonante sorda, in quanto questo suono è prodotto senza vibrazione da parte delle corde vocali.

Nella fonologia generativa tale fonema è formato dalla sequenza dei tratti: +consonantico, +grave.

## In italiano
In italiano il suono è molto usato e si trova per esempio nella parola "papà" [paˈpa*].

## Altre lingue

### Francese
In lingua francese tale fono è reso con la grafia ⟨p⟩:
- pont "ponte" [pɔ̃]
- pape "papa" [pap]

### Spagnolo
In lingua spagnola tale fono è reso con la grafia ⟨p⟩:
- pan "pane" [pan]

### Portoghese
In lingua portoghese tale fono è reso con la grafia ⟨p⟩:
- pai "padre" [paj]

### Inglese
In lingua inglese tale fono è reso con la grafia ⟨p⟩ preceduto da ⟨s⟩ o a fine parola:
- spy "spia" [spaɪ̯]
- lip "labbro"

Altrove si tratta della corrispondente occlusiva aspirata [pʰ], per semplicità resa con la stessa grafia:
- potato "patata"
- print "stampa"

### Tedesco
In lingua tedesca tale fono è reso con la grafia ⟨p⟩:
- Platt "piatto" [plat]

### Ceco
In lingua ceca tale fono è reso con la grafia ⟨p⟩:
- pes "cane" [pɛs]

### Greco
In lingua greca tale fono è reso ⟨π⟩ nell'alfabeto greco:
- πάπυρος (traslitterato pápyros) "papiro" [ˈpɐpiros]

### Russo
In lingua russa, con l'alfabeto cirillico, tale fono è reso con la grafia ⟨п⟩:
- плод "frutto" [pɫot]

### Georgiano
In lingua georgiana, con l'alfabeto georgiano, tale fono è reso con la grafia ⟨პ⟩:
- პირი "bocca" [ˈpiri]